# Alessandro Parisi
Alessandro Parisi (Palermo, 15 aprile 1977) è un allenatore di calcio ed ex calciatore italiano, di ruolo difensore, tecnico della squadra Under-17 del Trapani.

## Biografia
Il 2 aprile 2012 viene iscritto nel registro degli indagati per lo scandalo del calcioscommesse in merito ad alcune partite del Bari. 

Il 26 luglio viene deferito dal procuratore federale Stefano Palazzi per illecito sportivo riguardante Udinese-Bari e Palermo-Bari, e omessa denuncia riguardante Bari-Sampdoria e Bari-Lecce. Il 3 agosto patteggiando ottiene una squalifica di 1 anno e 8 mesi più 10.000 euro di ammenda.
Nello stesso mese viene iscritto nel registro degli indagati dalla Procura di Bari per frode sportiva in riguardo a Salernitana-Bari 3-2 del 2008-2009: insieme ad altri 13 giocatori del Bari avrebbe incassato 7.000 euro da Luca Fusco e Massimo Ganci, avversari ed ex compagni proprio a Bari, per perdere la partita. 

Il 16 luglio 2013 viene condannato in primo grado dalla Commissione Disciplinare Nazionale della FIGC a 3 anni e 6 mesi di squalifica in continuazione, confermati, poi, anche in appello. 
 Il 4 aprile 2014, ovvero il giorno successivo al termine della prima squalifica, il Tnas gli riduce la seconda squalifica continuata a 1 anno e 2 mesi, con un'ammenda di 5.000 euro.
Il 30 maggio 2016 al processo penale di Bari, sempre in relazione a Salernitana-Bari, viene assolto «per non aver commesso il fatto».

## Caratteristiche tecniche
Per la grande potenza del suo sinistro e la caratteristica modalità di calcio, è stato soprannominato Roberto Carlos dello Stretto.

## Carriera

### Esordi
Inizia la carriera professionistica nel Palermo, con cui debutta, sotto la guida di Ignazio Arcoleo, in 1995-1996. L'anno successivo la società rosanero decide di cederlo al Trapani in Serie C1, con la quale colleziona 12 partite condite da un gol.
Torna l'anno successivo al Palermo, nel frattempo retrocesso in Serie C1, giocando 10 partite, e in Sicilia disputa una stagione giocando sulla fascia sinistra di difesa.
Torna in Serie B l'anno dopo, trasferendosi alla Reggiana: nella prima stagione gioca 18 partite, non riuscendo ad impedire la retrocessione del club; nella seconda, invece, in Serie C1, disputa 29 gare con 3 reti.

### Triestina
Nel 2000 decide di scendere ulteriormente di categoria, passando alla Triestina e in Serie C2; a Trieste, arrivato in compartecipazione, è titolare nella formazione di Ezio Rossi, giocando 27 partite e segnando 3 gol nella stagione regolare; nei play-off va a segno contro la Pro Patria, e si ripete nella finale contro il Mestre che consegna la promozione alla squadra.
L'anno successivo il suo cartellino diventa interamente del club alabardato, e nella stagione 2001-2002 in Serie C1 gioca 30 partite e realizza 6 reti; la Triestina centra i play-off e in seguito la seconda promozione consecutiva in due anni. Nel terzo anno a Trieste, oltre a segnare il suo ritorno in Serie B, con 32 presenze e 5 reti (decisive quelle contro Sampdoria e Livorno) è ancora una volta titolare nel reparto difensivo. In totale, con la Triestina, conta 89 partite e 14 gol segnati in tre anni, centrando due promozioni consecutive.

### Messina
A fine campionato passa al Messina. Nella Serie B 2003-2004 gioca quasi tutte le partite (41) e va a segno 14 volte, più 1 in Coppa Italia vs il Pescara (2-0 su rigore), contribuendo al raggiungimento del quarto posto, e la conseguente promozione del club peloritano in Serie A dopo trentanove anni.
Resta a Messina anche il campionato successivo in Serie A, nel quale disputa 27 partite andando a segno 6 volte. Sotto la guida di Bortolo Mutti, le sue prestazioni gli valgono la convocazione in azzurro di Marcello Lippi per l'amichevole Italia-Finlandia, giocata proprio a Messina il 17 novembre 2004: diventa così il primo giocatore nella storia del Messina ad aver giocato per la Nazionale.
Nel 2005 viene acquistato in compartecipazione dal Genoa di Enrico Preziosi, neopromosso in Serie A, ma in seguito alla penalizzazione che porta i liguri in Serie C1 il trasferimento viene annullato e il calciatore torna al Messina. Parisi inizia male la stagione, anche condizionato da un infortunio, e a fine anno colleziona solo 11 presenze. Marcello Lippi lo include comunque nella lista dei preselezionati per il Mondiale tedesco, e nel giugno successivo, dopo un'ulteriore scrematura, lo esclude definitivamente dalla spedizione in Germania.
Nella stagione 2006-2007 colleziona 30 presenze e 2 reti, non riuscendo a impedire la retrocessione della squadra guidata da Bruno Giordano, che torna dunque in Serie B.
Per la stagione 2007-2008 resta nella squadra allenata da Nello Di Costanzo anche in seconda serie. In campionato, Il Messina conclude al 14º posto, e Parisi disputa 33 partite segnando 3 reti.
Il 26 maggio 2008 rinnova con la società peloritana fino al 2012; a seguito dei problemi economici per il Messina, che ne mettono in discussione l'iscrizione al campionato e che culminano nella mancata iscrizione alla serie B della società, lascia la squadra dopo oltre 150 partite con la società messinese in tutte le varie competizioni nazionali.

### Bari
Parisi, rimasto svincolato insieme a tutti i suoi compagni, il 9 luglio 2008 firma per il Bari, con cui sottoscrive un contratto triennale. Nella prima stagione a Bari, sotto la guida di Antonio Conte, la società di Matarrese vince il campionato di Serie B e Parisi, contribuendo con 27 partite e tre gol, ritrova la Serie A dopo due anni.
Per la stagione 2009-2010 perde il posto da titolare nella formazione di Gian Piero Ventura, chiuso dalla concorrenza di Salvatore Masiello e Nicola Belmonte. A giugno sono 15 le partite disputate in un campionato che vede il Bari chiudere con una decima posizione.
Nel 2010-2011 gioca 27 partite segnando 2 reti, in una stagione che vede il cambio di allenatore (Bortolo Mutti sostituisce Ventura) e la retrocessione a fine stagione. In seguito il suo contratto scade e non viene rinnovato, rimanendo così libero da vincoli contrattuali.

### Torino
Il 6 agosto 2011 firma un contratto di un anno per il Torino, in Serie B, dove ritrova il suo ex-tecnico Gian Piero Ventura.
Esordisce in maglia granata nella prima giornata di campionato, in Ascoli-Torino (1-2). Segna il suo primo gol in maglia granata il 26 novembre 2011 nella partita casalinga contro il Livorno vinta per 1-0. A fine stagione ottiene la promozione in Serie A, dopo aver giocato 33 partite in campionato ed una in Coppa Italia; rimane quindi svincolato.

### Ritorno al Messina
Dal luglio 2014 si allena con il Messina e, dopo aver scontato la lunga pena relativa alle due condanne per calcioscommesse e frode sportiva, il 9 ottobre 2015 viene ingaggiato dal club siciliano con cui aveva già giocato dal 2003 al 2008. A distanza di 3 anni e 5 mesi dall'ultima apparizione, torna in campo il 17 ottobre seguente nella vittoria esterna per 0-1 contro la Fidelis Andria subentrando al 79º a Barraco. La settimana successiva torna a giocare da titolare nella vittoria per 1-0 contro la Lupa Castelli Romani.
Il 4 febbraio 2016 si ritira dal calcio giocato.

## Dopo il ritiro
Dopo essere stato team manager del Messina nella stagione 2021/2022, nel 2022/2023 ha allenato la formazione under 15 biancoscudata.
Nel settembre del 2024, dopo aver completato il corso specifico presso il Settore Tecnico della FIGC a Coverciano, Parisi consegue la licenza UEFA A, che consente di guidare tutte le squadre giovanili (comprese le Primavera), tutte le squadre femminili e le prime squadre maschili fino alla Serie C inclusa.
Nel 2024/2025 allena la formazione under 17 del Trapani.

## Statistiche

### Presenze e reti nei club
| Stagione         | Squadra          | Campionato       | Campionato | Campionato | Coppa nazionale | Coppa nazionale | Coppa nazionale | Coppe europee | Coppe europee | Coppe europee | Totale | Totale |
| Stagione         | Squadra          | Comp             | Pres       | Reti       | Comp            | Pres            | Reti            | Comp          | Pres          | Reti          | Pres   | Reti   |
| ---------------- | ---------------- | ---------------- | ---------- | ---------- | --------------- | --------------- | --------------- | ------------- | ------------- | ------------- | ------ | ------ |
| 1995-1996        | Palermo          | B                | 1          | 0          | CI              | 0               | 0               | -             | -             | -             | 1      | 0      |
| 1996-1997        | Trapani          | C1               | 12         | 1          | CI              | 0               | 0               | -             | -             | -             | 12     | 1      |
| 1997-1998        | Palermo          | C1               | 10         | 0          | CI              | 1               | 0               | -             | -             | -             | 11     | 0      |
| Totale Palermo   | Totale Palermo   | Totale Palermo   | 11         | 0          |                 | 1               | 0               |               | -             | -             | 12     | 0      |
| 1998-1999        | Reggiana         | B                | 18         | 0          | CI              | 0               | 0               | -             | -             | -             | 18     | 0      |
| 1999-2000        | Reggiana         | C1               | 29         | 3          | CI + CI-C       | 0+?             | 0+1             | -             | -             | -             | 29     | 4      |
| Totale Reggiana  | Totale Reggiana  | Totale Reggiana  | 47         | 3          |                 |                 | 1               |               | -             | -             | 47     | 4      |
| 2000-2001        | Triestina        | C2 + P.OFF       | 27+?       | 3+4        | CI              | 1               | 0               | -             | -             | -             | 28     | 7      |
| 2001-2002        | Triestina        | C1 + P.OFF       | 30+?       | 6+1        | CI              | 2               | 1               | -             | -             | -             | 32     | 8      |
| 2002-2003        | Triestina        | B                | 32         | 5          | CI              | 1               | 0               | -             | -             | -             | 33     | 5      |
| Totale Triestina | Totale Triestina | Totale Triestina | 89         | 19         |                 | 4               | 1               |               | -             | -             | 93     | 20     |
| 2003-2004        | Messina          | B                | 41         | 14         | CI              | 1               | 1               | -             | -             | -             | 42     | 15     |
| 2004-2005        | Messina          | A                | 27         | 6          | CI              | 2               | 1               | -             | -             | -             | 29     | 7      |
| 2005-2006        | Messina          | A                | 11         | 0          | CI              | 0               | 0               | -             | -             | -             | 11     | 0      |
| 2006-2007        | Messina          | A                | 30         | 2          | CI              | 2               | 0               | -             | -             | -             | 32     | 2      |
| 2007-2008        | Messina          | B                | 33         | 3          | CI              | 1               | 0               | -             | -             | -             | 34     | 3      |
| 2008-2009        | Bari             | B                | 27         | 3          | CI              | 1               | 0               | -             | -             | -             | 28     | 3      |
| 2009-2010        | Bari             | A                | 15         | 0          | CI              | 1               | 0               | -             | -             | -             | 16     | 0      |
| 2010-2011        | Bari             | A                | 27         | 2          | CI              | 1               | 1               | -             | -             | -             | 27     | 3      |
| Totale Bari      | Totale Bari      | Totale Bari      | 69         | 5          |                 | 3               | 1               |               | -             | -             | 72     | 6      |
| 2011-2012        | Torino           | B                | 33         | 1          | CI              | 1               | 0               | -             | -             | -             | 34     | 1      |
| 2015-2016        | Messina          | LP               | 9          | 0          | CI              | 0               | 0               | -             | -             | -             | 9      | 0      |
| Totale Messina   | Totale Messina   | Totale Messina   | 151        | 25         |                 | 6               | 2               |               | -             | -             | 157    | 27     |
| Totale carriera  | Totale carriera  | Totale carriera  | 412        | 54         |                 | 15              | 4               |               |               |               | 427    | 59     |

### Cronologia presenze e reti in Nazionale
| Cronologia completa delle presenze e delle reti in nazionale ― Italia | Cronologia completa delle presenze e delle reti in nazionale ― Italia | Cronologia completa delle presenze e delle reti in nazionale ― Italia | Cronologia completa delle presenze e delle reti in nazionale ― Italia | Cronologia completa delle presenze e delle reti in nazionale ― Italia | Cronologia completa delle presenze e delle reti in nazionale ― Italia | Cronologia completa delle presenze e delle reti in nazionale ― Italia | Cronologia completa delle presenze e delle reti in nazionale ― Italia |
| Data                                                                  | Città                                                                 | In casa                                                               | Risultato                                                             | Ospiti                                                                | Competizione                                                          | Reti                                                                  | Note                                                                  |
| --------------------------------------------------------------------- | --------------------------------------------------------------------- | --------------------------------------------------------------------- | --------------------------------------------------------------------- | --------------------------------------------------------------------- | --------------------------------------------------------------------- | --------------------------------------------------------------------- | --------------------------------------------------------------------- |
| 17-11-2004                                                            | Messina                                                               | Italia                                                                | 1 – 0                                                                 | Finlandia                                                             | Amichevole                                                            | -                                                                     |                                                                       |
| Totale                                                                |                                                                       | Presenze                                                              | 1                                                                     |                                                                       | Reti                                                                  | -                                                                     |                                                                       |

## Palmarès

### Club

#### Competizioni nazionali
- Campionato italiano di Serie B: 1

Bari: 2008-2009